# Ставицкий, Владимир Вячеславович
Ставицкий Владимир Вячеславович (р. 10 ноября 1960, с. Кондоль, Пензенская область) — археолог; доктор исторических наук (2006), профессор кафедры всеобщей истории и обществознания Пензенского государственного университета.

## Биография
До 7 класса учился в школе с. Кондоль, после 1,5 года в школе Пачелмы, а окончил школу в городе Никольске. В 1980 году поступил в МГУ им. Н. П. Огарева по специальности «История». Во время обучения также окончил военную кафедру при университете. В 1984 году окончил с отличием МГУ им. Н. П. Огарева. В 1984—1985 работал инструктором Никольского района ВЛКСМ. С 1986 по 2003 года был научным сотрудником отдела археологии ПГОКМ. С 2003 — доцент, затем профессор кафедры истории древнего мира, средних веков и археологии ПГПУ им В. Г. Белинского, с 2011 г. — профессор кафедры всеобщей истории, историографии и археологии ПГПУ им В. Г. Белинского (ныне ПГУ), с 2017 г. — профессор кафедры всеобщей истории и обществознания ПГУ.

## Научные труды
- Неолит, энеолит и ранний бронзовый век Сурско-Окского междуречья и Верхнего Похоперья: взаимодействие культур севера и юга в лесостепной зоне. Дисс. докт. ист. наук. 2006
- Каменный век Примокшанья и Верхнего Посурья. Пенза, 1999
- Неолит — ранний энеолит лесостепного Посурья и Прихоперья. Саратов, 2003 (в соавторстве с А. А. Хрековым)
- Бронзовый век Посурья и Примокшанья. Пенза, 2005
- Примокшанье в эпоху раннего металла. Пенза, 2006 (в соавторстве с А. И. Королевым)
- Археология Мордовского края. Каменный век, эпоха бронзы. Саранск, 2008 (в соавторстве с В. В. Гришаковым, А. И. Королевым, В. Н. Шитовым, А. А. Ямашкиным)
- Археологические изыскания М. Р. Полесских. Пенза, 2008
- К вопросу о взаимодействии неолитического населения степной и лесостепной зоны в Поволжье // Самарский научный вестник. 2014. № 4 (9). С. 117—121. http://cyberleninka.ru/article/n/k-voprosu-o-vzaimodeystvii-neoliticheskogo-naseleniya-stepnoy-i-lesostepnoy-zony-v-povolzhie
- В. В. К вопросу о единстве критериев неолитической эпохи для культур севера и юга // Самарский научный вестник. 2014. № 3 (8). С. 171—177.http://cyberleninka.ru/article/n/k-voprosu-o-edinstve-kriteriev-neoliticheskoy-epohi-dlya-kultur-severa-i-yuga
- Дискуссионные вопросы изучения памятников ямочно-гребенчатой керамики Среднего Поволжья // Поволжская Археология. 2013. № 1 (3). С. 52-59. http://cyberleninka.ru/article/n/diskussionnye-voprosy-izucheniya-pamyatnikov-yamochno-grebenchatoy-keramiki-srednego-povolzhya
- Основные концепции этногенеза древней мордвы (историографический обзор) // Известия Самарского научного центра Российской академии наук. 2009. Т. 11. № 6-1. С. 261—266. http://cyberleninka.ru/article/n/osnovnye-kontseptsii-etnogeneza-drevney-mordvy-istoriograficheskiy-obzor
- Происхождение древнемордовской культуры // Вестник НИИ гуманитарных наук при Правительстве Республики Мордовия. 2015. № 1 (33). С. 42-57.
- Еще раз о мордве и буртасах // Центр и периферия. 2013. № 2. С. 8-16.
- Тюстин, А. В. Ставицкий Владимир Вячеславович / А. В. Тюстин // История Мордовии в лицах. Биографический сборник. Книга 4. – Саранск,2001. – С. 268
- Тюстин, А. В.Ставицкий Владимир Вячеславович / А. В. Тюстин // След в науке. Библиографический справочник. К столетию музея. – П., 2005. – С. 59–67
- Мордовия XX век: культурная элита: энцикл. справочник в 2 частях.– Саранск, 2013.– Ч.2.– С.185-186
- Владимир Вячеславович Ставицкий (к 55-летию со дня рождения) // Вестник НИИГН при Правительстве РМ.– 2015.– №4(36).– С. 222-224.